# В субботу вечером, в воскресенье утром
«В субботу вечером, в воскресенье утром» (англ. Saturday Night and Sunday Morning) — кинофильм режиссёра Карела Рейша, вышедший на экраны в 1960 году. Экранизация романа Алана Силлитоу. Картина удостоена нескольких кинематографических наград, включая премию BAFTA за лучший британский фильм года. Входит в список 100 лучших британских фильмов за 100 лет по версии BFI (№ 14).

## Сюжет
Артур Ситон (Финни) — молодой рабочий-токарь на одном из заводов Ноттингема. Свободное время в выходные он тратит на выпивку и свидания с девушками: достаточно взрослой, замужней Брендой (Робертс), легко идущей на интимные отношения, и, одновременно, со своей сверстницей Дорин (Филд), которая вне брака допускает только платонические отношения. Бренда объявляет Артуру, что ждёт от него ребёнка. Они решают сделать нелегальный аборт. Муж Бренды Джек узнаёт о неверности супруги и посылает своего брата с товарищем к Артуру. Они жестоко избивают его. Оправившись от побоев, Артур порывает с Брендой и Джеком. Вместе с Дорин они строят планы на будущую совместную жизнь.

## В ролях
- Альберт Финни — Артур Ситон
- Ширли Энн Филд — Дорин
- Рейчел Робертс — Бренда
- Хильда Бейкер — тётя Ада
- Норман Россингтон — Берт
- Брайн Прингл — Джек, муж Бренды

## Художественные особенности
Картина является одной из первых лент «британской новой волны» в кинематографе, которая, в свою очередь, во многом опиралась на идеологию целого направления в культуре Великобритании 1950-х годов, выразители которого получили название «рассерженные молодые люди». Фильм, основанный на изобразительных традициях социального реализма (вновь набиравшего популярность благодаря пьесе «Оглянись во гневе» Джона Осборна, а позже — одноимённой киноленте), был новаторским как в изображении реалий нелёгкой жизни рабочего класса, так и в создании образа антигероя — Артура Ситона.

## Награды
- 1961 год — 3 премии BAFTA: лучший британский фильм (Карел Рейш), лучшая женская роль (Рейчел Робертс), лучший дебют (Альберт Финни). Кроме того, лента получила 3 номинации: лучший фильм (Карел Рейш), лучший британский сценарий (Алан Силлитоу), лучшая мужская роль (Альберт Финни).
- 1961 год — три приза кинофестиваля в Мар-дель-Плата: лучший фильм (Карел Рейш), приз ФИПРЕССИ (Карел Рейш), лучшая мужская роль (Альберт Финни).
- 1961 год — премия Национального совета кинокритиков США за лучшую мужскую роль (Альберт Финни), а также попадание в список лучших зарубежных фильмов года.

## Критика
Обозреватель «The New York Times» в статье, современной премьере фильма в США, в первую очередь отмечает работу актёра — дебютанта художественного кинематографа:

Он — скептик и грубиян, полный бунтарского духа<…> Он — скор и эффективен, как на токарном станке, так и с девушками. У него есть уверенность в себе. В этом мире он твёрдо стоит на двух ногах. Может быть этот крепкий молодой парень, которого блестяще играет молодой актёр Альберт Финни — новая сенсация британской сцены и экрана, это и есть образец развития рабочего класса. Он обладает необычным юмором, смелостью, гордостью и достоинством.
В обзоре фильмов на сайте BBC картина характеризуется как «увлекательный фильм, снимок целой эпохи, реальность которой слишком уныла».
Кроме позитивного приёма у профессиональных критиков фильму сопутствовал кассовый успех.